# Buzinci
Buzinci (prekmursko Büzonci) so bili nekoč samostojno naselje vzhodno od Rakičana ob Ledavi v Prekmurju. Danes je ledinsko ime Büzonski mlin ohranilo spomin Buzincev.
Že v 9. stoletju je bilo na tem območju omenjeno naselje kot Buzaniza ali Businiza. V dokumentih Kraljevine Ogrske je omenjeno to naselje kot Bozynch (1366). Kasneje so ga popisovali kot Bwsinch (1431) in Byzyncz (1499). Buzinci so propadli po l. 1627, verjetno zaradi turških vpadov. Prebivalci Buzincev so v 16. stoletju prešli na evangeličansko vero: po listinah Buzinci, Lukačevci in Krogovci čisto pšenico in rž plačajo učitelju v zameno za poučevanje.
V prvi polovici 19. stoletja pišejo, da je to katoliško naselje pri Murski Soboti. Zadnja oseba, ki je bila zapisana kot buzinski stanovalec je Ana Törnar, hči Janoša Törnarja, ki je bil mlinar in imel Büzonski mlin. Rodila se je l. 1801 in bila krščena v Murski Soboti.